# Thinking of You (canción de Katy Perry)
«Thinking of You» —en español: «Pensando en ti»— es una canción de la cantante y compositora estadounidense Katy Perry. Fue producida y escrita por ella misma, junto con otros coproductores. "Thinking of You" fue inicialmente lanzada como una pequeña promoción del álbum debut de Katy Perry. Posteriormente, se convirtió en el tercer sencillo, lanzado el 12 de enero de 2009. Existe un primer videoclip realizado en 2007, aunque nunca fue concebido como un vídeo oficial y comercial; más bien, fue "un pequeño proyecto de un amigo". El videoclip oficial e internacional se publicó en primicia en iTunes el 23 de diciembre de 2008. En el MySpace de Katy Perry, se puede ver un fragmento de una sesión de prueba para el vídeo.

## Recepción
Thinking of You" fue escrita por Perry en 2002, y producida por Butch Walker. Existe un video amateur de Perry interpretando una versión completamente acústica en el Hotel Café de Los Ángeles en 2006, el cual está disponible en YouTube. Un video de audio de la canción fue subido oficialmente al canal de YouTube de Perry el 12 de junio de 2008. Después del estreno del video musical en diciembre de 2008, "Thinking of You" fue seleccionada como el tercer sencillo de promoción del álbum "One of the Boys", y tuvo su primer lanzamiento oficial el 12 de enero de 2009, debutando en las principales estaciones de radio de EE. UU.
La canción marcó la primera balada publicada por Perry, a diferencia de sus anteriores sencillos. Inicialmente, recibió algunos comentarios positivos. En la cartelera, se escribió: "Thinking of You es decididamente más sincera..." y concluyó con: "como una mujer que ha desempeñado el juego por más tiempo que la mayoría, ella ha ganado."
Según Mediabase, su fecha oficial de entrada en las listas de radio de Top 40 fue el 12 de enero de 2009. La canción recibió rotación frecuente en algunas de las principales emisoras de radio de los Estados Unidos y, hasta el 24 de diciembre de 2008, ya se encontraba entre las 50 mejores en los gráficos de Mediabase. Sin embargo, "Thinking of You" fue también la primera canción de Perry en no ingresar en los Top 20 del Billboard Hot 100 ni llegar al top 10 (y en algunos casos, ni al top 20) en todos los países de su lanzamiento.
Hasta la fecha, ha vendido más de 953,000 copias en los Estados Unidos, según el sistema Nielsen SoundScan.

## Vídeos musicales

### Primera versión
El primer vídeo musical fue lanzado en 2007 y apareció en YouTube en mayo de 2008, pero desde entonces se ha retirado del sitio. Para entonces ya varias páginas web tienen el video. El video incluye varias habitaciones, incluyendo una blanca con Perry que refiere a la violencia (por ejemplo, el vino tinto), una habitación oscura con una infeliz Perry en una relación insatisfactoria, y una situación turbia.

### Segunda versión
Perry reveló en su blog que había comenzado ya la filmación de un segundo vídeo musical oficial en la primera semana de diciembre de 2008, dirigido por Melina Matsoukas. El vídeo se estrenó exclusivamente en iTunes el 23 de diciembre de 2008. 
El vídeo musical se presenta como un flashback montaje con una mujer joven (interpretada por Perry), cuyo amante es asesinado en Francia durante la Segunda Guerra Mundial. Perry no está satisfecha con su nuevo amor y anhela para su difunto amante de estar de regreso. Cuenta con el actor Matt Dallas, Perry como su verdadero amor y el modelo Davis como Perry Anderson, el segundo el amor en el video. Hasta enero de 2022 el vídeo sobrepasa las 138 millones de vistas en YouTube.

## Interpretaciones en vivo
El registro más antiguo de Perry interpretando «Thinking Of You» data de 2006. Al comenzar el Hello Katy Tour, la canción fue incluida en el repertorio regular, en una versión acústica. Posteriormente fue incluida en el set acústico del California Dreams Tour, siguiendo la trama del mismo: Perry se sube a una nube de algodón rosa y se eleva interpretando la canción para que su enamorado la escuche. Al ver que no viene, ella sigue en búsqueda de su gatito y ahora también de su enamorado.
«Thinking Of You» fue interpretada regularmente en The Prismatic World Tour en un medley con «The One That Got Away». Perry interpretaba esta sección con un vestido con formas de mariposas.
La cuarta gira consecutiva en la que Perry cantó «Thinking Of You» fue Witness: The Tour. Un set de planetas multicolores descendía del techo de la sala, y Perry emerge sentada sobre un planeta luciendo un vestido cubierto de cristal y una peluca, para interpretar la canción con una guitarra acústica. Sin embargo, este tema fue eventualmente reemplazado por «Into Me You See» del álbum Witness. La canción nunca fue interpretada en la residencia Play.
The Lifetimes Tour incluye una sección especial llamada "Elige tu propia aventura", en la que el público ayuda a decidir qué temas cantará, eligiendo entre las opciones disponibles de un álbum asignado; Durante el concierto del 7 de mayo en Houston, el equipo de Perry accidentalmente reveló que «Thinking Of You» es una de las opciones para One Of The Boys junto con «I'm Still Breathing» y «Mannequin». Esa misma fecha, adicionalmente de interpretar las canciones sorpresa del álbum asignado (Teenage Dream), Perry interpretó un fragmento de «Thinking Of You» con la guitarra, sumándose al trend viral de TikTok y parodiando su propia forma de cantar en la versión original. Perry volvió a cantar un fragmento a cappella el 17 de mayo en Las Vegas, y el 22 de mayo en Dallas acompañada de su guitarra. Eventualmente, One of the Boys fue el álbum elegido para Oceanía, y la versión completa de «Thinking Of You» debutó en esta sección el 4 de junio de 2025 en Sídney, junto con «I'm Still Breathing».

## Lista de canciones
Promo CD (Capitol/Virgin 2689922 EMI/EAN 5099926899220)
1. Thinking Of You (Radio Edit Version) - 3:59
2. Thinking Of You (Album Version) - 4:07
3. Thinking Of You (Live Acoustic Version) - 4:51
4. Thinking Of You (Versión instrumental) - 4:07

CD single (Capitol/Virgin 6945262 EMI/EAN 5099969452628)
1. Thinking Of You (Album Version) - 4:07
2. Thinking Of You (Live Acoustic Version) - 4:51

## Créditos
- Voz principal: Katy Perry

## Posiciones y certificaciones
| Listas (2009)                 | Mejores posiciones |
| ----------------------------- | ------------------ |
| Australia, ARIA Singles Chart | 34                 |
| Austria, Singles Chart        | 18                 |
| Brasil, Hot 100               | 2                  |
| Canadá, Hot 100               | 24                 |
| Chile, Top 100                | 35                 |
| Rep. Checa, ifpi              | 12                 |
| Holanda, Singles Chart        | 18                 |
| Eurochart Hot 100 Singles     | 20                 |
| Francia, Les charts           | 11                 |
| Alemania, Singles Chart       | 19                 |
| Irlanda, Singles Chart        | 38                 |
| Israel, Singles Chart         | 11                 |
| Italia, Singles Chart         | 14                 |
| Suecia, Singles Chart         | 42                 |
| Suiza, Singles Chart          | 45                 |
| R.Unido                       | 27                 |
| U.S. Billboard Hot 100        | 29                 |
| U.S. Billboard Pop 100        | 21                 |

| Listas (2009)  | Mejores posiciones |
| -------------- | ------------------ |
| Brasil Hot 100 | 1                  |

| País           | Organismo certificador | Certificación | Simbolización | Ref.   |
| -------------- | ---------------------- | ------------- | ------------- | ------ |
| Brasil         | ABPD                   | Platino       | ▲             | [ 16 ] |
| Canadá         | CRIA                   | Platino       | ▲             | [ 17 ] |
| Estados Unidos | RIAA                   | Platino       | ▲             | [ 18 ] |